# 球核荚蒾
球核荚蒾（学名：Viburnum propinquum）又名高山莢蒾，是五福花科荚蒾属的种。分布在台灣、菲律宾以及中国大陆的陕西、福建、贵州、江西、云南、湖北、浙江、四川、广西、广东、湖南、甘肃等地，生长于海拔500米至1,300米的地区，一般生于山谷林中以及灌丛中。

## 变种
狭叶球核荚蒾（学名：Viburnum propinquum var. mairei）为忍冬科荚蒾属下的一个变种。